# Grüne Reiswanze

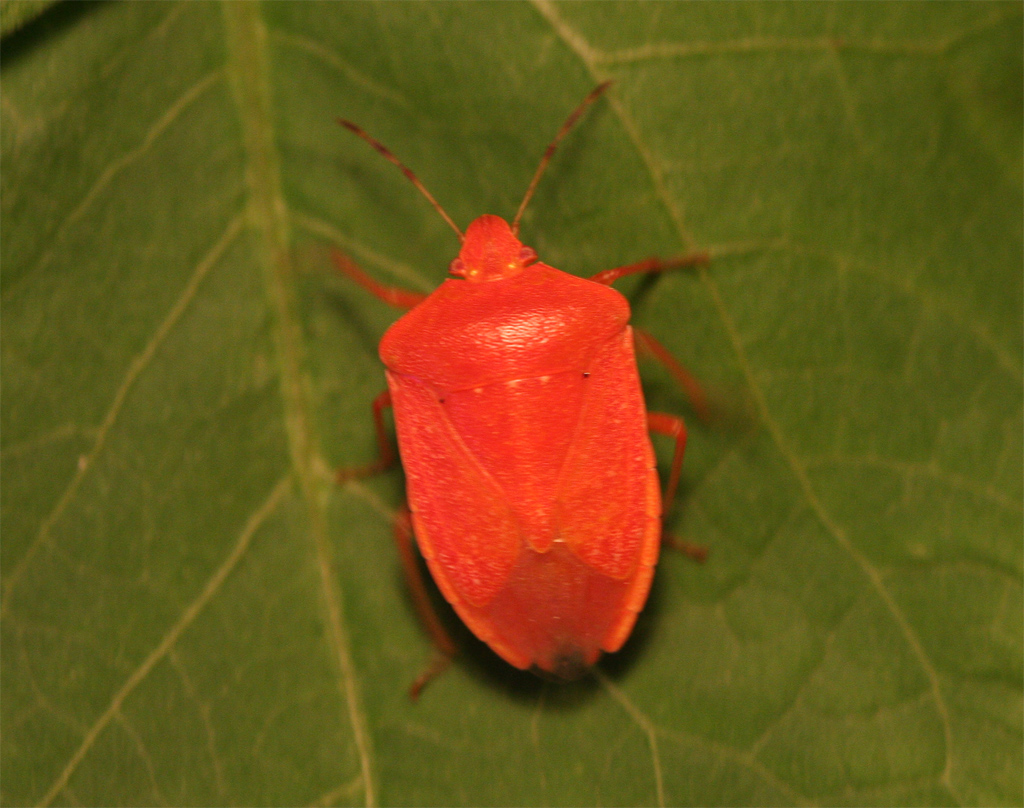
Nezara viridula f. aurantiaca

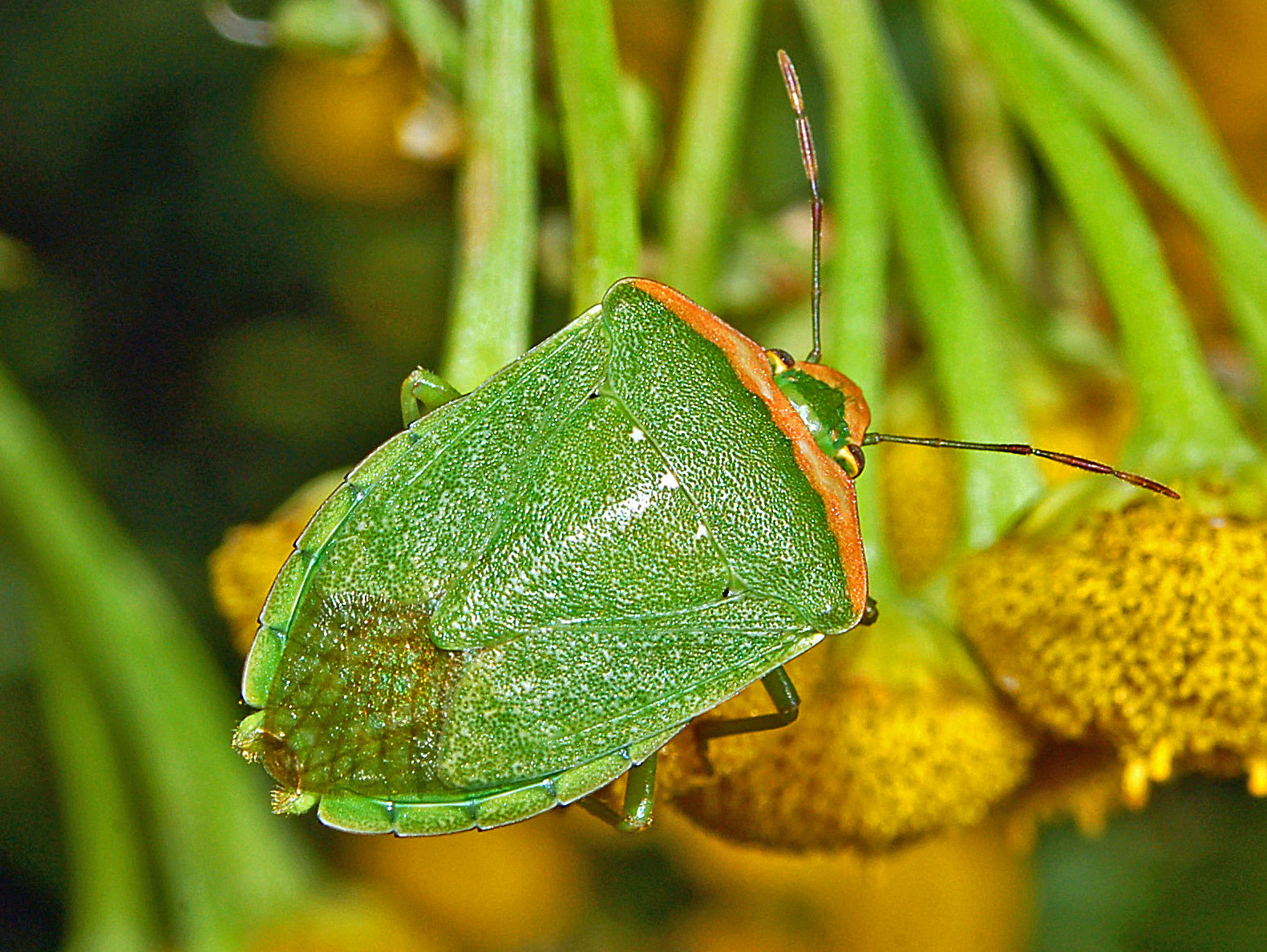
Nezara viridula f. torquata

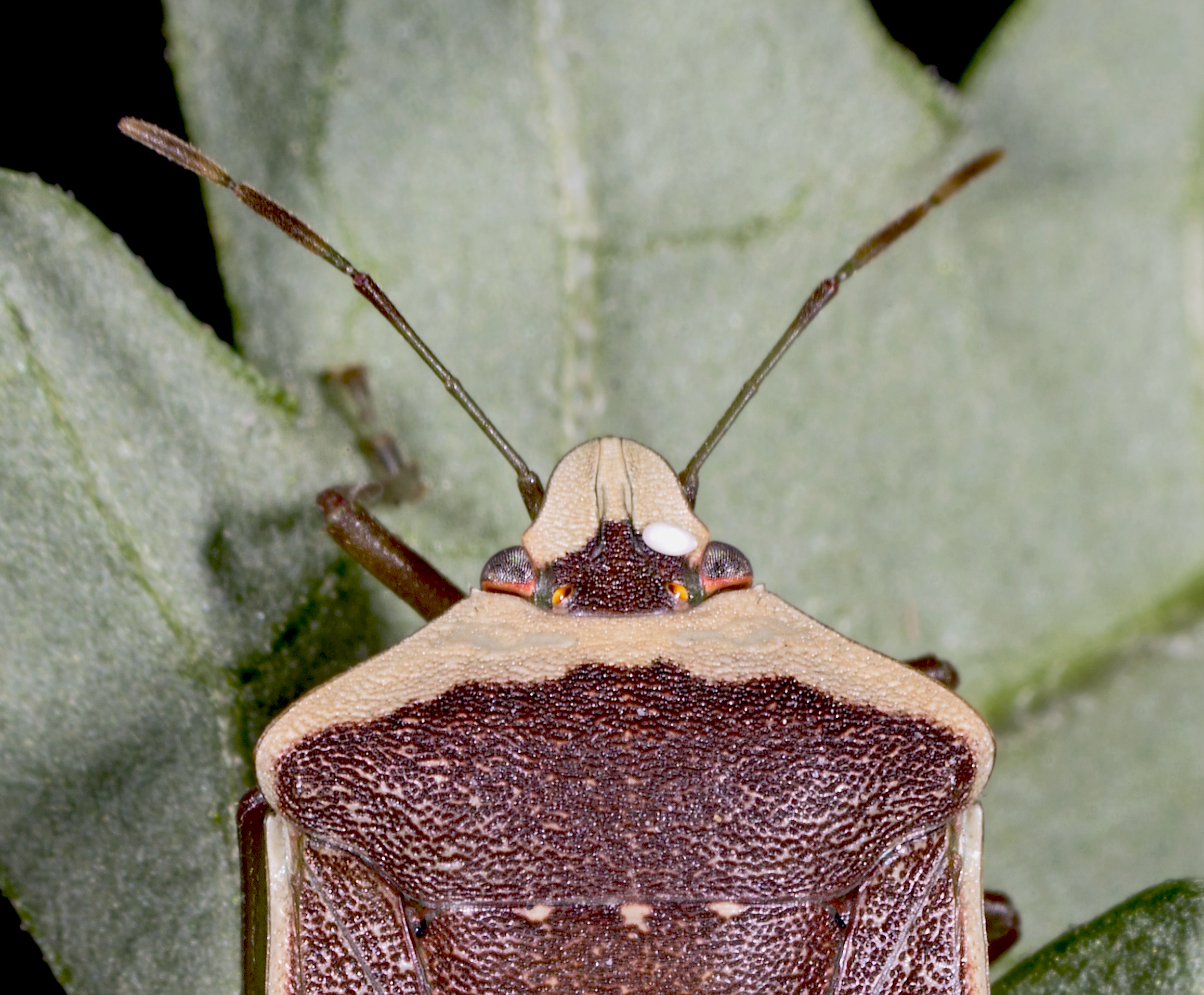
Ei von Trichopoda pennipes auf dem Kopf von Nezara viridula f. torquata

Die Grüne Reiswanze (auch Südliche Stinkwanze, Nezara viridula) ist eine Wanzenart aus der Familie der Baumwanzen (Pentatomidae).

## Merkmale
Die Wanzen werden 11,5 bis 16,5 Millimeter lang. Sie sehen der Grünen Stinkwanze (Palomena prasina) ähnlich und haben ebenso eine einheitliche grüne Körpergrundfarbe. Ihnen fehlt jedoch die schwarze Punktierung am Körper und die Flügelmembrane ist blass gefärbt. Sie tragen außerdem drei bis fünf weiße Punkte entlang des Vorderrandes des Schildchens (Scutellum), die nach außen auf jeder Seite durch einen dunklen Punkt flankiert werden. Bei manchen Individuen ist der Kopf und der Vorderrand des Pronotums cremefarben. In Amerika kann die Art auch mit Chinavia hilaris verwechselt werden. Diese Art kann anhand ihrer Duftdrüsenöffnungen unterschieden werden, die auf der Bauchseite am Sternum zwischen den mittleren und hinteren Beinen liegen. Sie sind bei ihr lang und gekrümmt, wohingegen sie bei der Grünen Reiswanze kurz und breit sind.
Die Färbung der Art ist sehr variabel. Neun Farbmorphen sind bekannt, die sich von vier Färbungsgrundtypen ableiten, die sich im Anteil oranger Farbe unterscheiden. Die häufigste, einfarbig grüne Morphe wird als Forma smaragdula bezeichnet. Bei Forma aurantiaca ist die grüne Farbe vollständig durch Orange, Gelb oder seltener Rosa ersetzt. Das Vorkommen der  Farbmorphen variiert stark mit den Verbreitungsgebieten. So treten die meisten Farbmorphen z. B. in Japan auf, wo aber die Forma aurantiaca nur etwa bei einem von 5000 Individuen vertreten wird. Auch die Nymphen sind variabel gefärbt und verändern ihre Färbung mit jedem Stadium sehr stark.

## Vorkommen und Lebensraum
Es wird vermutet, dass die Art historisch in Ostafrika verbreitet war und ihre Ausbreitung durch den Menschen erfolgte. Die Grüne Reiswanze ist nun weltweit in den Tropen und Subtropen verbreitet und tritt als Neozoon auch im gesamten Mittelmeerraum auf. Sie wird regelmäßig mit dem Transport landwirtschaftlicher Früchte nach Europa eingeschleppt, zum Beispiel nach Großbritannien.  Seit 1979 (Ersteinschleppung in Köln) breitet sie sich in Deutschland aus. Im Oberrheingraben hat sich die Art in den 2010er Jahren etabliert und ist sehr häufig zu beobachten. Die zunehmend klimatisch wärmeren Bedingungen begünstigen sie, ihr Verbreitungsgebiet in Europa nach Norden und Osten weiter auszudehnen, so nach Ungarn.
In Nordamerika tritt die Art im Südosten der Vereinigten Staaten, im Osten von Virginia bis Florida, im mittleren Westen in Ohio und Arkansas und im Südwesten bis Texas auf. Sie ist auch in Kalifornien und auf Hawaii verbreitet. In Südamerika ist die Art auf Grund des zunehmenden Anbaus von Sojabohnen ebenfalls in weiterer Ausbreitung begriffen und tritt dadurch auch in Paraguay, im Süden Argentiniens und in Richtung des Nordostens von Brasilien auf. Auch in Australien wurden mehrere Expansionsschübe beschrieben.

## Lebensweise
Die Grüne Reiswanze ernährt sich polyphag von vielen verschiedenen Pflanzen aus mehr als 30 Pflanzenfamilien. Sie gilt in ihrem natürlichen Verbreitungsgebiet als bedeutender wirtschaftlicher Schädling in der Landwirtschaft, vor allem, weil sie beim Saugen an den Pflanzen Pilzkrankheiten überträgt. Die Früchte weisen dann dunkle Flecken um die Einstichstellen auf, junge Früchte sterben in der Regel ab. In den Tropen tritt die Art das ganze Jahr über auf. Im Norden ihrer Verbreitung legt sie im Winter eine Diapause ein, während der sich die Körperfarbe der Imagines braun oder rotbraun verfärbt. Im Frühjahr nimmt sie dann wieder ihre ursprüngliche Färbung an. Sie kann unter günstigen Bedingungen pro Jahr bis zu vier Generationen ausbilden.
Die Weibchen beginnen drei bis vier Wochen nach der Häutung zur Imago mit der Eiablage. Sie legen in der Regel jeweils ein Gelege mit 30 bis 130 weißen bis hellgelben, fassförmigen Eiern auf einmal ab, nicht selten legt das Weibchen aber auch zwei hintereinander ab. Insgesamt legt ein Weibchen in ihrem Leben im Durchschnitt 260 Eier ab. Die Eiablage erfolgt auf der Blattunterseite im oberen Bereich der Nahrungspflanzen. Die Nymphen schlüpfen je nach Temperaturbedingungen nach ca. fünf Tagen bis drei Wochen aus den kurz vor dem Schlupf rosa verfärbten Eiern. Im ersten Stadium leben sie gesellig und fressen nicht. Nach etwa drei Tagen häuten sie sich und beginnen sodann mit dem Saugen an den Pflanzen. Die nächste Häutung erfolgt nach etwa fünf Tagen, die übrigen Stadien dauern etwa eine Woche, bis sie sich nach durchschnittlich acht Tagen vom fünften Stadium zur Imago häuten.

## Natürliche Feinde
Die Grüne Reiswanze wird unter anderen von der Raupenfliege Trichopoda pictipennis aus der Familie Tachinidae parasitiert. Diese legt ein Ei auf der Wanze ab. Die geschlüpfte Fliegenlarve ist ein Parasitoid. Sie bohrt sich in das Innere der Wanze, wo sie sich weiterentwickelt, was letztendlich zum Tod ihres Wirtstieres führt. Zu den Eiparasitoiden von Nezara viridula gehört die Hautflügler-Gattung Trissolcus.

## Bildergalerie

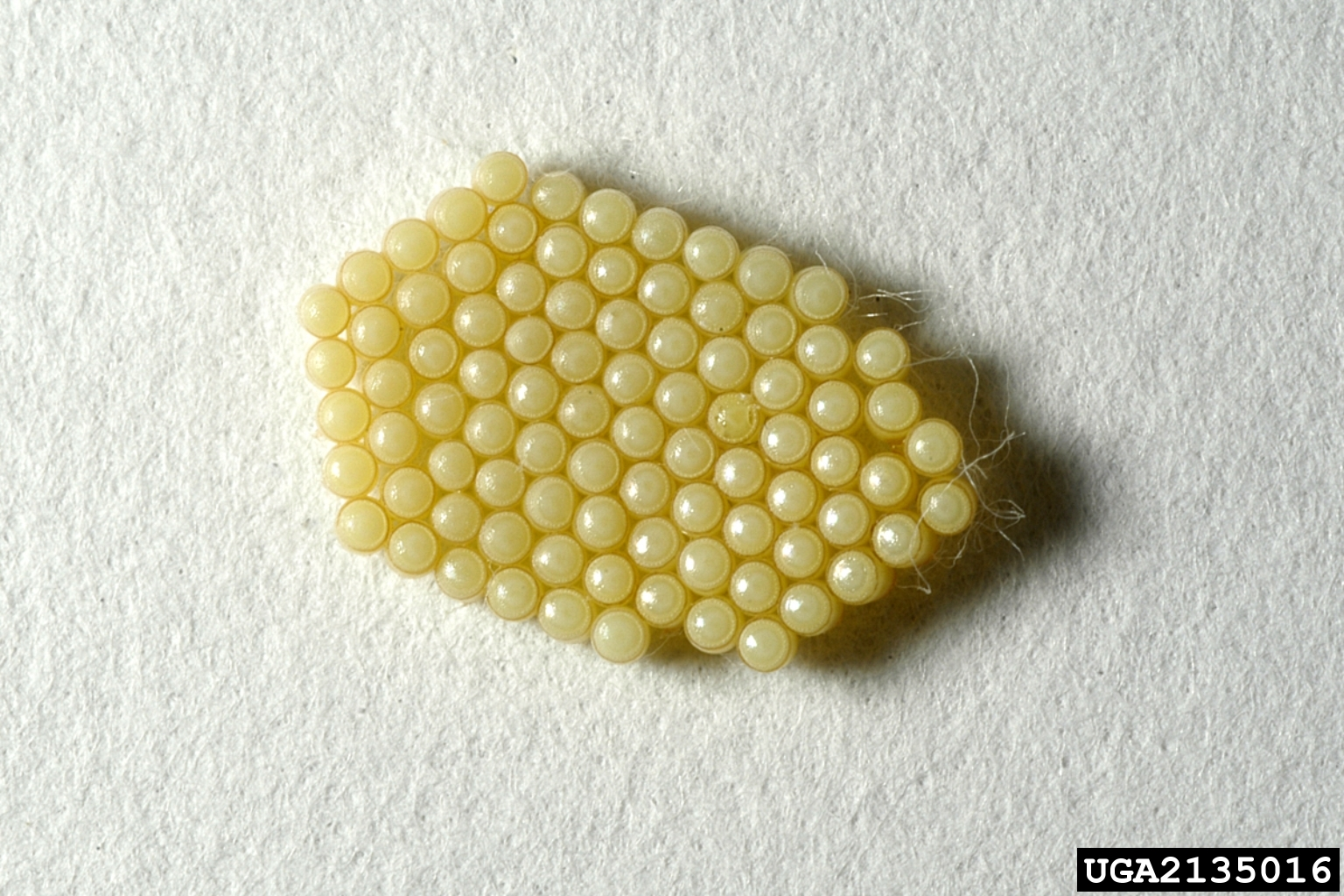
Gelege
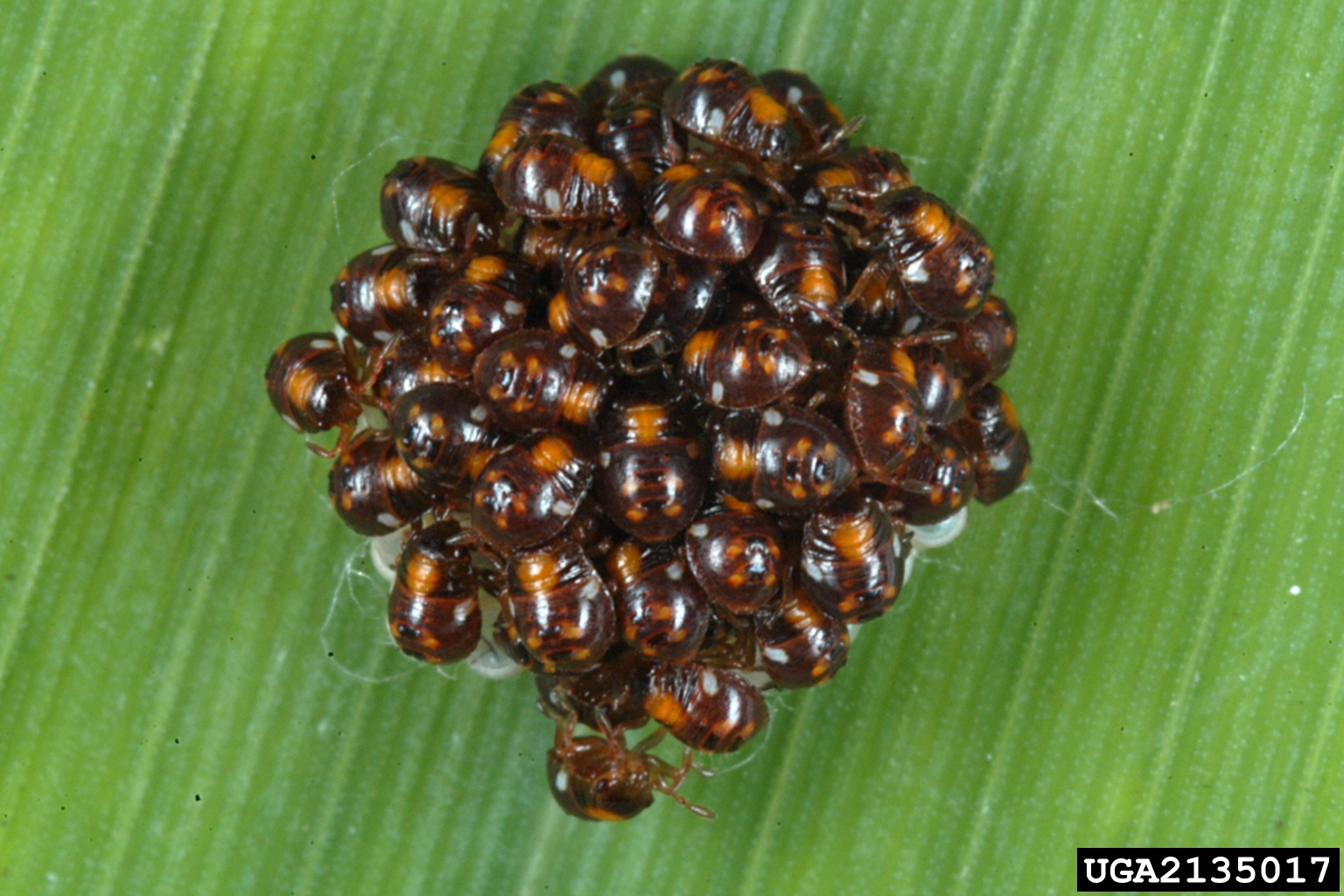
Erstes Nymphenstadium
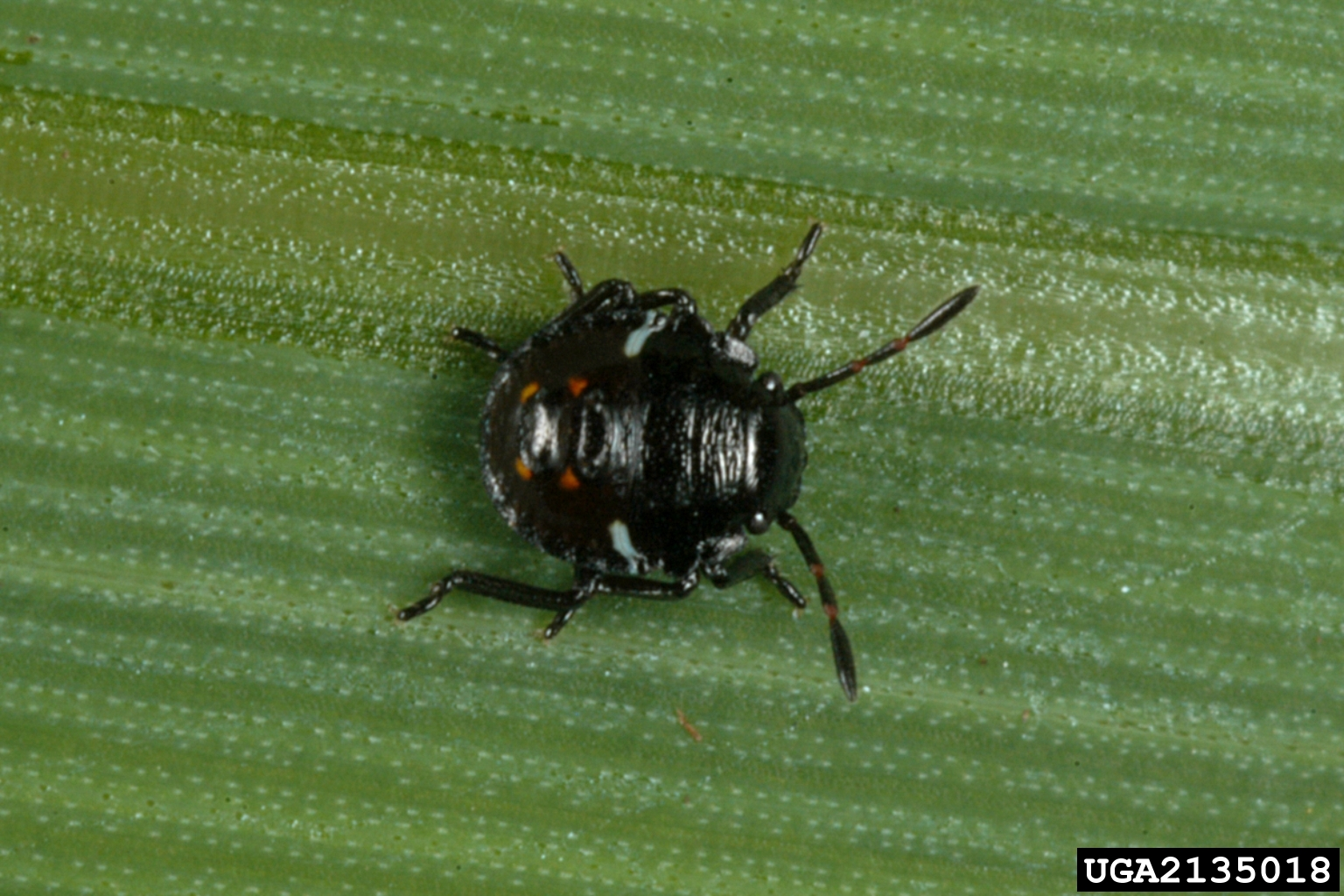
Zweites Nymphenstadium
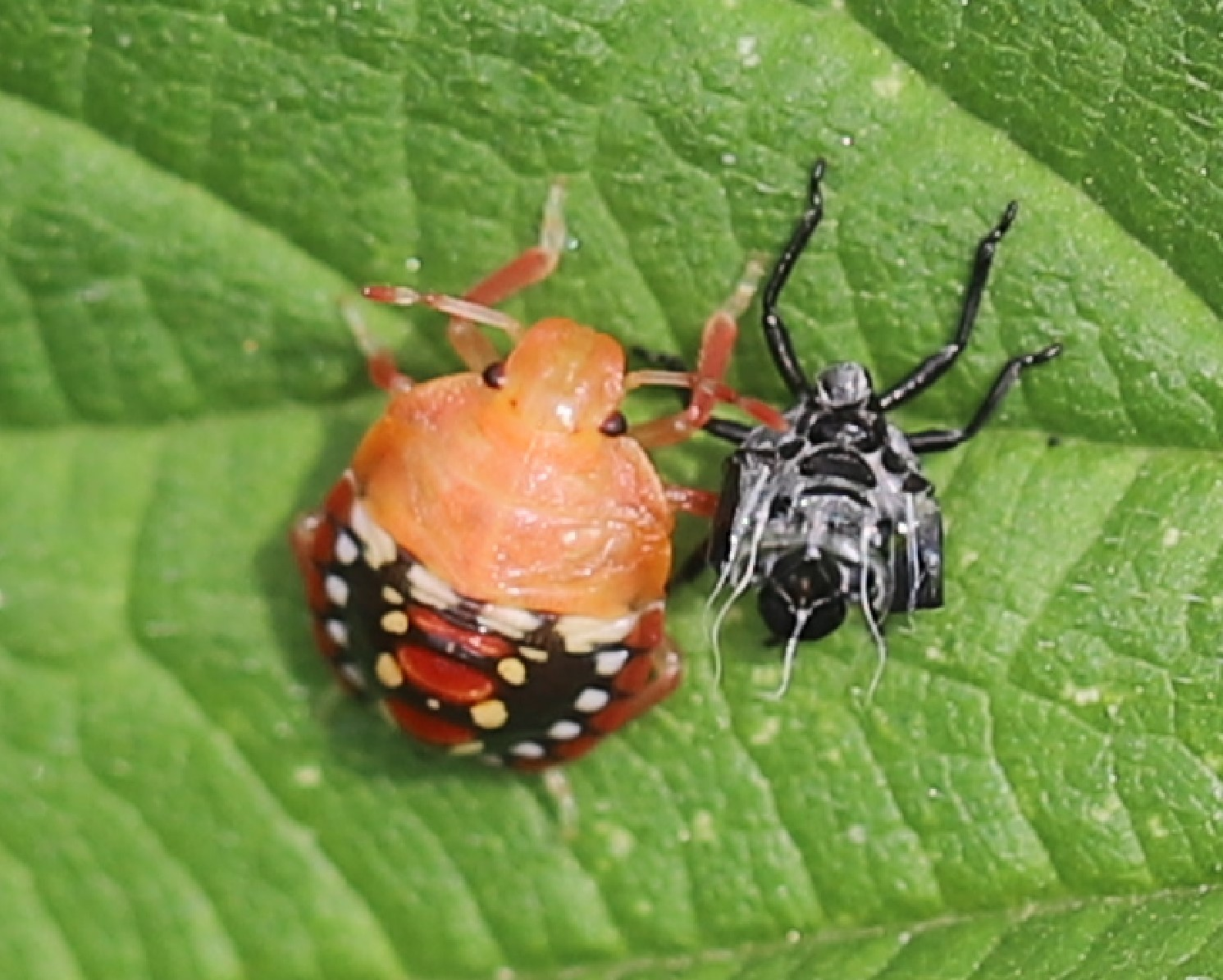
Nicht ausgefärbte L3-Nymphe kurz nach ihrer Häutung, rechts daneben die Exuvie
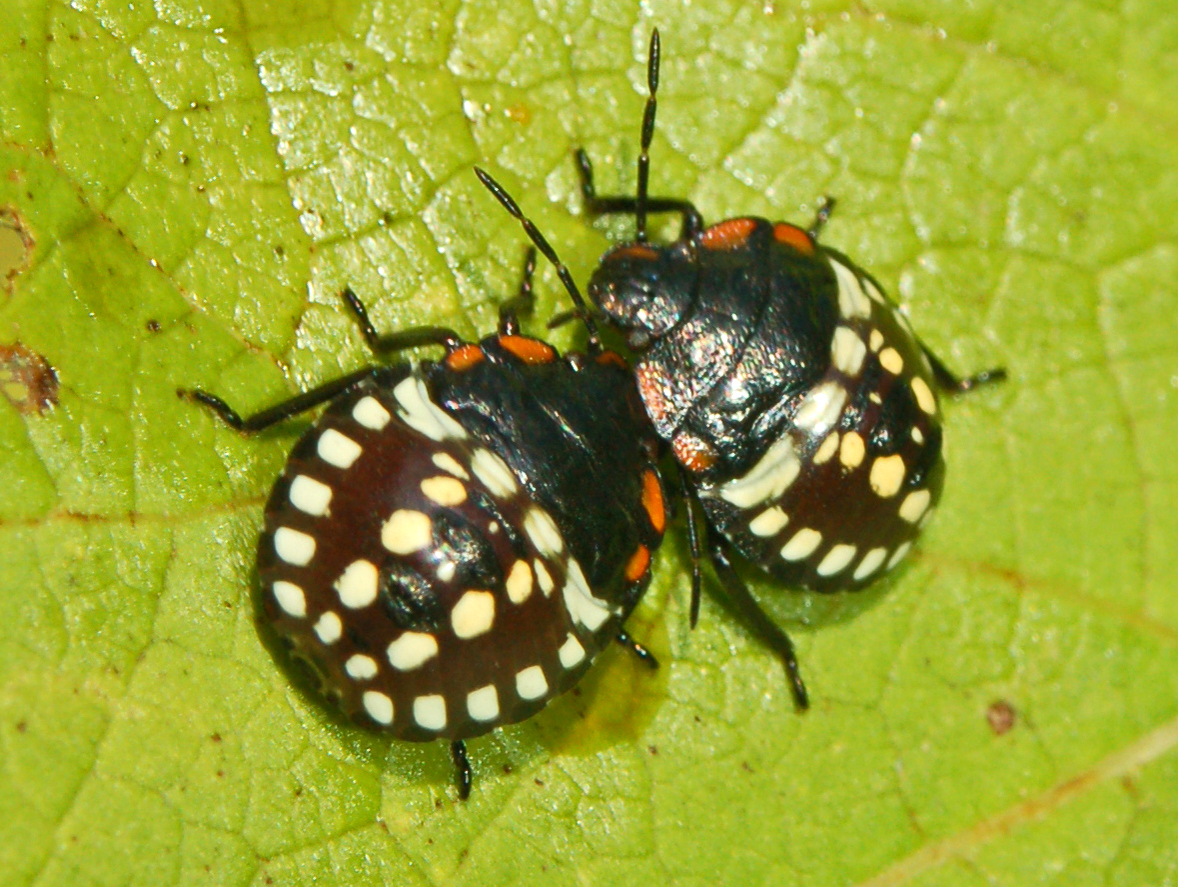
Drittes Nymphenstadium
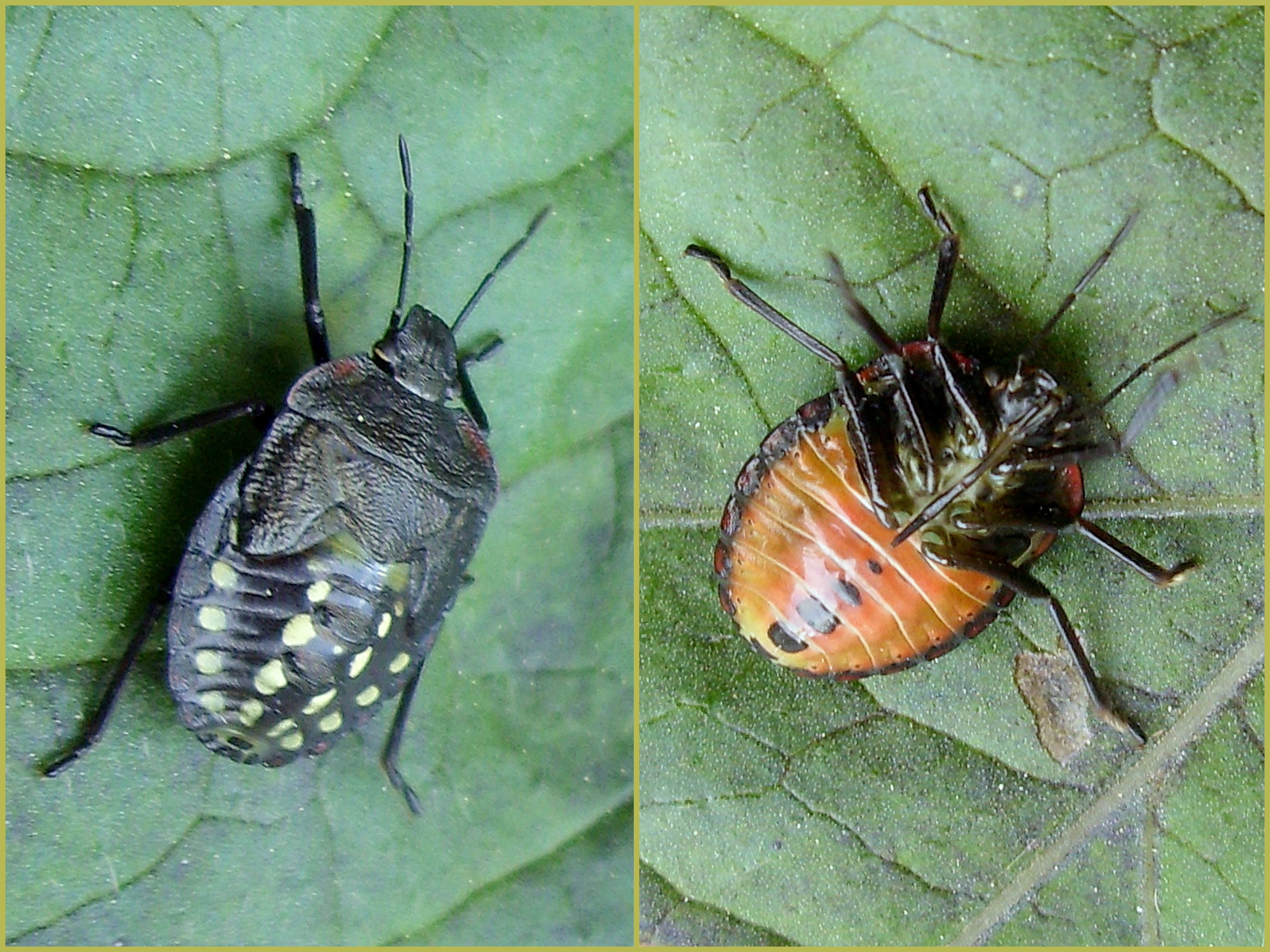
Viertes Nymphenstadium
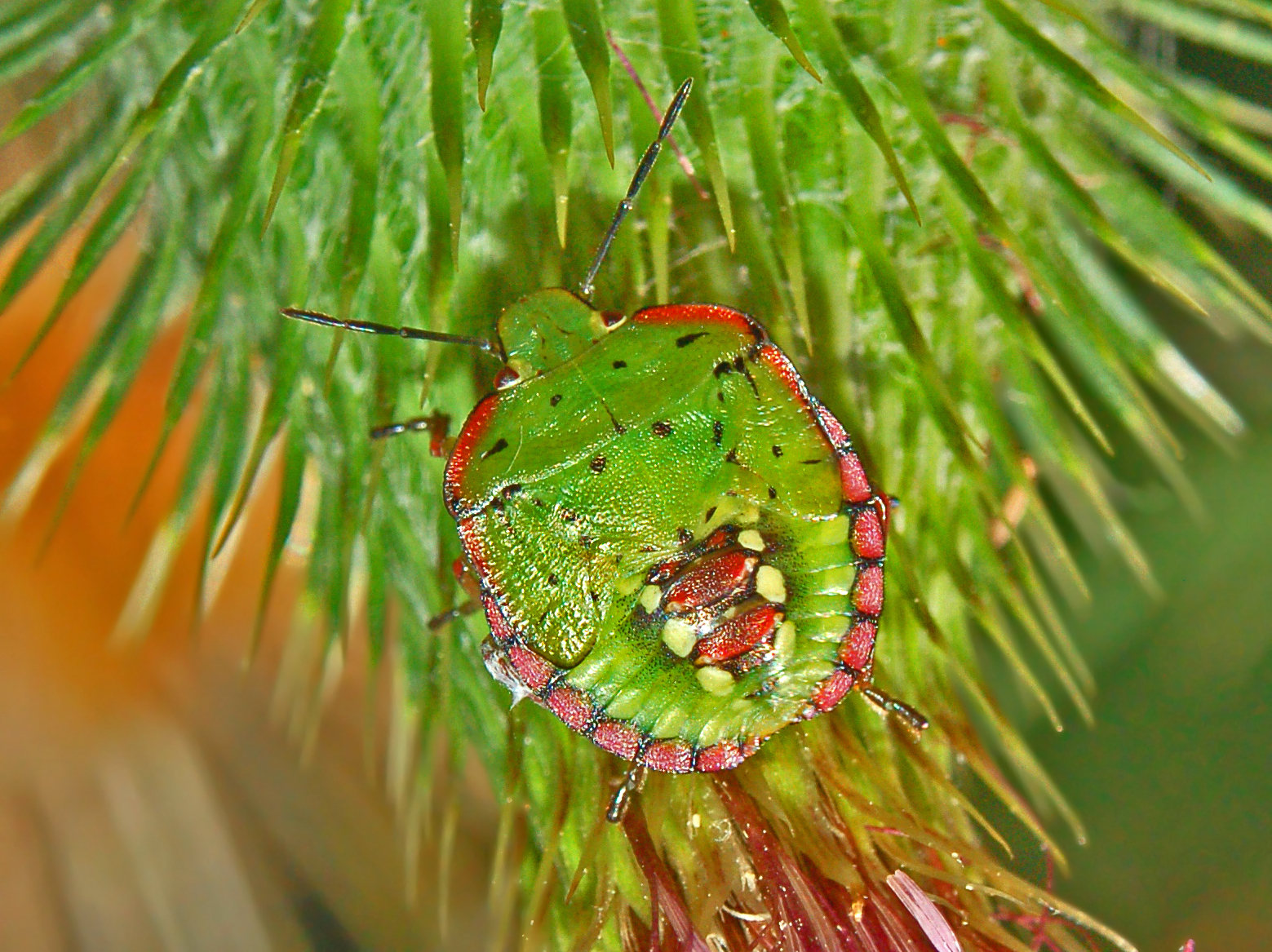
Fünftes Nymphenstadium
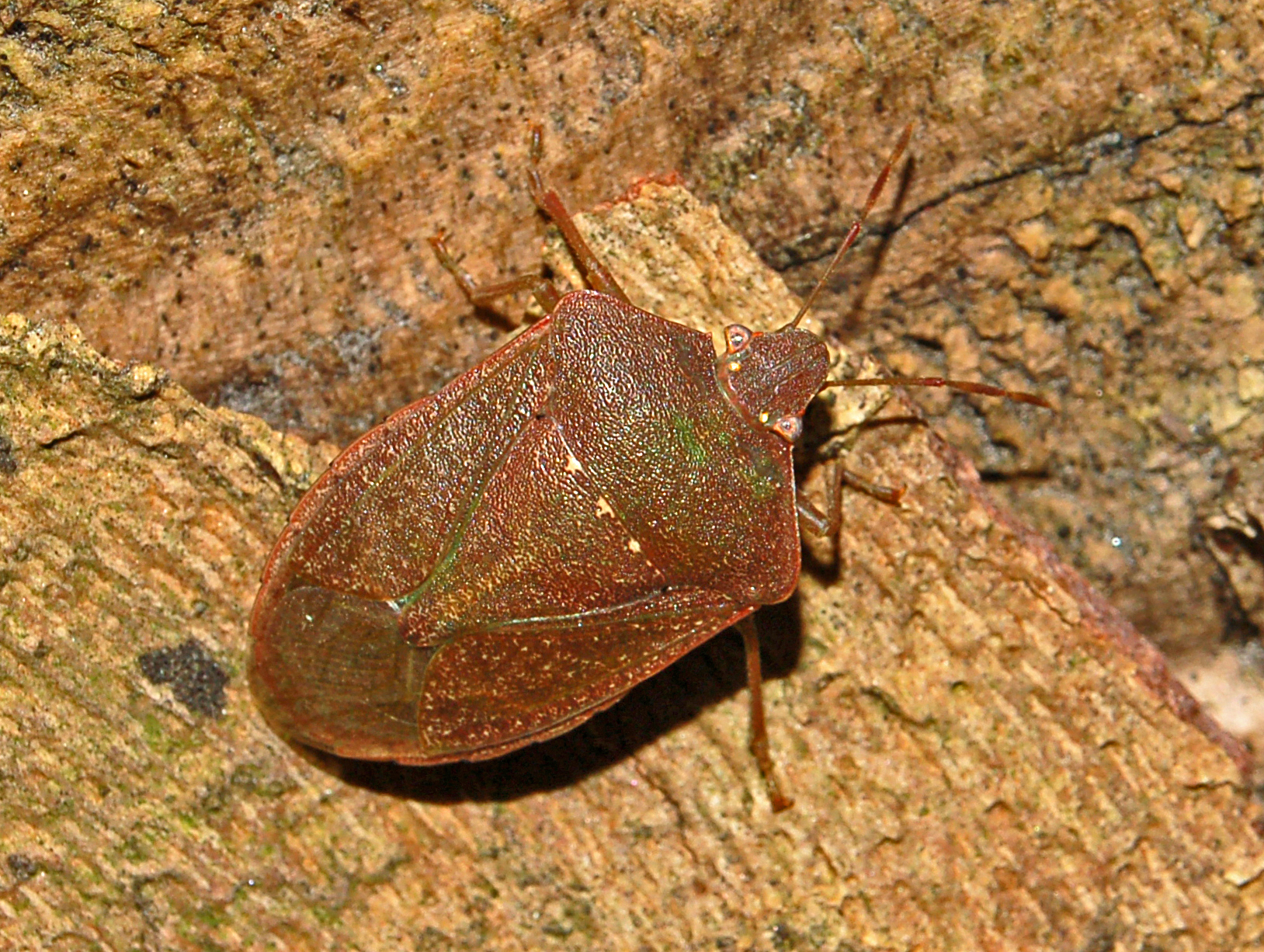
Überwinterungsbereite Imago mit verdunkelter Färbung